# Chac: Dios de la lluvia
Chac: Dios de la lluvia, también estrenada en inglés como Chac: the Rain God y simplemente Chac, es una película de 1975 escrita y dirigida por el cineasta chileno Rolando Klein.
La película está hablada en lenguas mayas. La mayoría del elenco habla tseltal pero Pablo Canche Balam, uno de los actores principales quien interpreta al chamán, habla maya yucateco.
Alonzo Méndez Ton, quien interpreta al cacique, nació en la ciudad de Tenejapa, en el estado de Chiapas, donde colaboró en investigaciones etnográficas. Había terminado su mandato como alcalde de Tenejapa cuando se hizo la película.

## Argumento
Un pueblo maya moderno se dedica al cultivo de maíz y es azotado por una grave sequía. Los habitantes del pueblo piden ayuda al chamán para hacer que llueva. Los aldeanos están desesperados porque no llueve. La gente del pueblo pierde la confianza en el chamán y deciden buscar ayuda externa. Acto seguido, un grupo de personas del pueblo emprende un viaje para encontrar a la persona que hará llover. Y un vidente accede a ayudarlos al invocar al dios maya de la lluvia, Chaac.

## Rodaje
La película se grabó durante tres meses en escenarios naturales de Tenejapa, con apoyo de un equipo técnico de los Estudios Churubusco de la Ciudad de México. El director Rolando Klein convivió con los indígenas de Chiapas durante ocho meses previos antes del inicio de filmaciones, desarrollando entre sí la amistad que hizo posible el rodaje. Al terminar la filmación, Klein se lleva el material a Estados Unidos para su edición.

## Estreno
Chac: Dios de la lluvia se estrena en el Festival Filmex (el antecesor del Festival Internacional de Cine de Los Ángeles del American Film Institute) en 1975. Ese mismo año la película es exhibida en otros festivales de cine, destacando la Quincena de Realizadores del Festival de Cannes, el Festival Internacional de Cine de Moscú, el Festival Internacional de Cine Documental y Cortometraje de Bilbao, el Festival Internacional de Cine de Róterdam y el Festival Internacional de Cine de Berlín. En la mayoría de estos certámenes la película es exhibida como una producción mexicana.
En México se estrenó el 29 de agosto de 1976 en el Salón Rojo de la antigua Cineteca Nacional, donde permanece en cartelera por tres semanas. Poco después se exhibió en el desaparecido Cine Regis por una semana.
La película estuvo en exhibición por algunas semanas en unas cuantas ciudades en Estados Unidos hasta que su distribuidora Libra Films terminó en bancarrota. Los rollos usados para su proyección estuvieron perdidos por varios años hasta que la productora Milestone Films obtuvieron un negativo del film, el cual fue restaurado para ser lanzado en formato DVD en 2001, con comentarios del director.

## Premios
En 1976 obtiene el primer premio del Festival Internacional de Cine de San Francisco.